# Opium (Label)
Opium ist ein amerikanisches Plattenlabel und ein Rap-Kollektiv, das 2019 vom amerikanischen Rapper Playboi Carti gegründet wurde. Das Label, das in Atlanta, Georgia ansässig ist, beherbergt derzeit drei Künstler, die alle aus der Stadt stammen: die Rapper Ken Carson, Destroy Lonely und das Duo Homixide Gang. Das Label ist außerdem mit einer Vielzahl von Produzenten verbunden, darunter KP Beatz und F1lthy, die intensiv an Playboi Cartis zweitem Studioalbum Whole Lotta Red mitgearbeitet haben.
Die Künstler von Opium zeichnen sich durch einen dunklen Rap-Sound und eine Ästhetik aus, die auf der Atlanta Rage-Rap-Szene basiert und von der Punk-Rock-Ära der 70er und 80er Jahre beeinflusst ist. Der spezielle Stil der Künstler weicht von mainstream Trap-Rappern ab und hat sich eine eigene, fast kultähnliche Fangemeinde erarbeitet.

## Geschichte
Am 8. Juli 2022 veröffentlichte Ken Carson, der 2019 zu Opium kam, sein zweites Studioalbum X, das auf Platz 115 der US Billboard 200 und Platz 50 der US Top R&B/Hip-Hop Albums-Charts einstieg.  Am 12. August 2022 veröffentlichte Destroy Lonely, der 2021 zu Opium stieß, sein fünftes Mixtape No Stylist, das auf Platz 91 der US Billboard 200 und Platz 57 der US Top R&B/Hip-Hop Albums-Charts debütierte. Im Oktober 2022 veröffentlichte Ken Carson eine Deluxe-Edition von X, genannt Xtended, die fünf zusätzliche Tracks enthielt. Im November 2022 erschien eine Deluxe-Version von No Stylist von Destroy Lonely, mit dem Titel NS+ (Ultra), die mehrere neue Tracks beinhaltete.
Im Mai 2023 veröffentlichte Destroy Lonely sein Debüt-Studioalbum If Looks Could Kill, das von der gleichnamigen Lead-Single unterstützt wurde, die am 3. März 2023 veröffentlicht wurde, nachdem ein unveröffentlichter Ausschnitt auf TikTok viral ging. Die Single debütierte auf Platz 30 der US Hot R&B/Hip-Hop Songs-Charts. If Looks Could Kill erhielt größtenteils positive Kritiken von Musikjournalisten. Das Album stieg auf Platz 18 der US Billboard 200 ein und erreichte in der ersten Woche 29.000 Album-Äquivalenteinheiten, was das bisher erfolgreichste Album von Destroy Lonely darstellt. Im Juli 2023 kündigte Playboi Carti die Daten für eine weltweite Tour mit dem Titel "Antagonist Tour" an, die zusammen mit Ken Carson, Destroy Lonely und Homixide Gang durchgeführt wurde. Später, im September 2023, wurde die US-Tour auf Anfang 2024 verschoben.
Im September 2023 veröffentlichte Destroy Lonely die Deluxe-Version seines Albums If Looks Could Kill, unter dem Titel Director's Cut, die alle Tracks aus den verschiedenen Editionen (einschließlich Vinyl, CD und digitaler Version) beinhaltete. Im Oktober 2023 veröffentlichte Ken Carson sein drittes Studioalbum A Great Chaos, das auf Platz 11 der US Billboard 200 debütierte und in der ersten Woche 49.000 Album-Äquivalenteinheiten erreichte, was das erste Top-20-Album von Carson in den USA darstellt. Das Album wurde von der Single "I Need U" unterstützt, die am Valentinstag veröffentlicht wurde. Am 31. Mai 2024 veröffentlichte Homixide Gang ihr drittes Studioalbum I5u5we5, das das erste Release des Duos unter Interscope Records darstellt. Am 5. Juli 2024 veröffentlichte Ken Carson die Deluxe-Version von A Great Chaos, die 7 neue Tracks enthielt, darunter die Single "Overseas".
Am 30. August 2024 veröffentlichte Destroy Lonely sein zweites Studioalbum Love Lasts Forever, das auf Platz 1 der US Hot R&B/Hip-Hop Songs-Charts einstieg und damit seine erste Nummer-1-Platzierung auf dieser Liste erzielte. Das Album debütierte auch auf Platz 10 der US Billboard 200 und erzielte in der ersten Woche 37.500 Album-Äquivalenteinheiten. Am 4. September 2024 veröffentlichte Destroy Lonely die Deluxe-Version seines Albums Love Lasts Forever, mit dem Untertitel V2.5, die 10 neue Tracks zum Projekt hinzufügte.

## Aktuelle Künstler
| Künstler       | Beitrittsjahr | Veröffentlichungen unter dem Label | Anmerkungen                                                   |
| -------------- | ------------- | ---------------------------------- | ------------------------------------------------------------- |
| Ken Carson     | 2019          | 3                                  | Gemeinsam mit Interscope, früher mit Foundation               |
| Destroy Lonely | 2021          | 3                                  | Gemeinsam mit Interscope und Ingrooves                        |
| Homixide Gang  | 2021          | 4                                  | Gemeinsam mit Interscope, früher mit Foundation und Ingrooves |

## Diskografie
Sieben Studioalben und zwei Mixtapes wurden über das Label veröffentlicht. Die genaue Diskografie kann bei den jeweiligen Künstlern eingesehen werden: Ken Carson, Destroy Lonely und Homixide Gang.